# Ahmadia
Ahmadia är ett släkte av svampar. Ahmadia ingår i divisionen sporsäcksvampar och riket svampar.